# Euphorbia darbandensis
Euphorbia darbandensis ist eine Pflanzenart aus der Gattung Wolfsmilch (Euphorbia) in der Familie der Wolfsmilchgewächse (Euphorbiaceae).

## Beschreibung
Die sukkulente Euphorbia darbandensis bildet nur wenig verzweigte, kleine Sträucher aus, die eine Wuchshöhe von 60 Zentimetern erreichen. Sie besitzen verdickte und holzige Wurzeln. Die stielrunden Triebe werden 4 bis 5 Zentimeter dick und sind mit Warzen besetzt, die in spiralförmigen Reihen stehen. Die Dornschildchen sind kreisrund geformt und die Dornen werden bis 15 Millimeter lang. Die linealischen Blätter werden bis 8 Zentimeter lang oder auch länger. Sie entstehen am Neuaustrieb und sind langlebig.
Es werden einzelne und einfache Cymen ausgebildet, die sich an bis zu 2,5 Millimeter langen Stielen befinden. Die Cyathien erreichen einen Durchmesser von etwa 4,5 Millimeter. Die länglichen Nektardrüsen stoßen aneinander. Der Fruchtknoten steht an einem bis zu 1 Zentimeter langen und zurückgebogenen Stiel. Die stumpf gelappte Frucht erreicht einen Durchmesser von 6 Millimeter. Der nahezu kugelförmige Samen wird etwa 2,25 Millimeter groß und hat eine glatte Oberfläche.

## Verbreitung und Systematik
Euphorbia darbandensis ist im Nordwesten der Zentralafrikanischen Republik  bis in den Nordosten von Kamerun verbreitet.
Die Erstbeschreibung der Art erfolgte 1913 durch Nicholas Edward Brown. Die Art steht Euphorbia venenifica und Euphorbia unispina sehr nahe.